# Desbordamiento de señal
El desbordamiento de señal es la recepción de una señal de radiodifusión fuera de su área geográfica objetivo. Las frecuencias de radio no tienen forma de obedecer fronteras geográficas ni acuerdos de licencia, y el alcance del desbordamiento depende de dónde están ubicados los transmisores y de su potencia. Además de los transmisores tradicionales, el desbordamiento se produce cuando la huella de un satélite es mayor que la necesaria para atender a su público objetivo.
Los transmisores ubicados cerca de las fronteras internacionales pueden extenderse a una gran parte de un país vecino. Por ejemplo, la señal del sitio Clermont Carn de la emisora de Irlanda 2RN puede captarse en una gran franja de Irlanda del Norte, y al mismo tiempo, las transmisiones de la BBC pueden ser recogidas en la República.
El desbordamiento suele ser bien recibido por los oyentes y espectadores, ya que les brinda opciones adicionales. Sin embargo, el desbordamiento puede no ser bienvenido por razones legales y políticas. Los derechos de transmisión se venden por territorio, y el desbordamiento puede considerarse perjudicial para cuestiones de propiedad intelectual.
Políticamente, algunos gobiernos pueden temer que su propia población se familiarice demasiado con la cultura de un país o territorio vecino y se sientan amenazados por ella. Por ejemplo, en China, los dramas televisivos de Hong Kong podían reproducirse fácilmente en la vecina Guangdong y ayudaron a difundir el deseo de mayor libertad y bienes materiales en Guangdong. La recepción transfronteriza de radio y televisión tuvo una influencia importante en los acontecimientos políticos en Alemania durante la Guerra Fría.
El desbordamiento puede tener un efecto de poder blando accidental. Por ejemplo, durante muchos años los oyentes en los Países Bajos pudieron captar las señales de radio de la BBC, haciendo que los oyentes que querían aprender inglés sintonizaran la BBC, lo que generó una influencia cultural británica en los Países Bajos. Algunas naciones ubican intencionalmente transmisores y transmiten a una potencia superior a la estrictamente necesaria como un ejercicio intencionado de poder blando. En lo que respecta a la televisión, los países que quieran evitarlo optarán por un sistema de codificación de televisión incompatible con el de sus vecinos.
El desbordamiento es utilizado como fachada por emisoras, como las conocidas como border blaster y las de radio periférica, donde la audiencia que supuestamente recibe accidentalmente una emisión es en realidad la audiencia prevista. Los transmisores utilizados están posicionados y son mucho más potentes que los necesarios para atender a su audiencia autorizada.